# Liminalitat
En antropologia, la liminalitat (de la paraula llatina līmen, que significa “un llindar") és la qualitat d'ambigüitat o desorientació que té lloc en l'etapa intermèdia dels rituals, quan els participants ja no ostenten la seva condició pre-ritual però encara no han començat la transició a la condició que ostentaran quan el ritual es completi. Durant l'etapa liminal d'un ritual, els participants “estan al llindar “ entre la seva manera anterior d'estructurar la seva identitat, el seu temps o la seva comunitat, i una nova manera, que estableix el ritual.
El concepte de liminalitat va ser desenvolupat per primera vegada a principis del segle XX pel folklorista Arnold van Gennep i després va ser reprès per Victor Turner. Més recentment, l'ús del terme s'ha eixamplat per descriure el canvi cultural i polític així com els rituals. Durant els períodes liminals de totes les classes, les jerarquies socials es poden revocar o es poden dissoldre de manera temporal, la continuïtat de la tradició pot ser incerta i els resultats futurs, una vegada es donin per fets, es poden posar en dubte. La dissolució de l'ordre durant la liminalitat crea una situació fluida, mal·leable, que permet que s'estableixin institucions i costum nous. El terme també ha passat a l'ús popular, quan s'aplica d'una manera molt més àmplia, la qual cosa en certa manera soscava el seu sentit.

## Ritus de pas

### Arnold van Gennep
Van Gennep, el qual va encunyar el terme liminalitat, va publicar el 1906 el seu 'Rites of Passage', una obra que explora i desenvolupa el concepte de liminalitat en el context dels rituals en societats petites. Van Gennep començava el seu llibre identificant diverses categories de ritus. Distingia entre els que resulten en un canvi de condició per a un individu o un grup social, i aquells que signifiquen transicions en el pas del temps. Fent-ho així, feia un èmfasi especial en els ritus de pas i afirmava que “aquests rituals que marquen, ajuden o celebren els passos individuals o col·lectius pel cicle de la vida o de la natura existeixen en totes les cultures i comparteixen una estructura seqüencial específica triple”.
L'estructura triple, tal com la va establir van Gennep, consta dels component següent:
- Ritus preliminals (o ritus de separació): Aquesta etapa implica una “mort” metafòrica”, ja que l'iniciat es veu obligat a renunciar a alguna cosa rompent amb pràctiques i rutines prèvies.
- Ritus liminals (o ritus de transició): Aquests ritus tenen dues característiques fonamentals. La primera és que el ritu “ha de seguir una seqüència estrictament prescrita, en què tothom sàpiga el que ha de fer i com”.[5] La segona característica és que tot s'ha de fer “sota l'autoritat d'un mestre de cerimònies”.[5] La naturalesa destructiva d'aquest ritu dona cabuda a què es facin canvis considerables a la identitat de l'iniciand. Aquesta etapa intermèdia (quan la transició té lloc) “implica de fet traspassar el llindar que marca la frontera entre dues fases, i es va introduir el terme “liminalitat” per tal de caracteritzar aquest pas.”[5]
- Ritus postliminals (o ritus d'incorporació): Durant aquesta etapa, l'iniciand es reincorpora a la societat amb una nova identitat, com un “nou” ser.

Turner va confirmar la nomenclatura de van Gennep per a “les tres fases de pas des d'un estat o condició culturalment definit a un altre: preliminal, liminal i postliminal'.
Van Gennep considerava que els ritus d'iniciació eren el ritu més típic. Per tal de comprendre millor “l'estructura tripartida” de les situacions liminals, podem examinar un ritu específic d'iniciació: la iniciació dels nois i noies a l'edat adulta, que Turner considerava el ritu més típic. En aquests ritus de pas, l'experiència està molt estructurada. La primera fase (el ritu de separació) requereix que el nen o la nena passin per la separació de la seva família; això implica la seva “mort” com a nen, ja que la infantesa s'abandona de manera efectiva. En la segona etapa, els iniciands (entre la infantesa i l'edat adulta) han de passat una “prova” per demostrar que estan preparats per a l'edat adulta. Si la superen amb èxit, la tercera etapa (la incorporació) implica la celebració del “nou naixement” de l'adult i la benvinguda d'aquesta tornada a la societat.
En construir aquesta seqüència en tres parts, van Gennep va identificar un patró que creia que era inherent en tots els processos rituals. En proposar que una seqüència com aquesta és universal (la qual cosa vol dir que totes les societats fan servir ritus per delimitar les transicions), van Gennep feia una afirmació important (una que no gaires antropòlegs fan, ja que habitualment tendeixen a posar de manifest la diversitat cultural defugint la universalitat).
Un ritual antropològic, en especial, un ritu de pas, implica algun canvi en els participants, en especial, en la seva condició social; i en la primera fase (de separació) inclou comportament simbòlic que representa desprendre’s de l'individual… des d'un punt fix anterior en l'estructura social. Així doncs la seva condició esdevé liminal. En una situació liminal com aquesta, “els iniciands viuen fora del seu entorn normal i se’ls obliga a posar en dubte la seva individualitat i l'ordre social vigent per mitjà d'una sèrie de rituals que sovint impliquen actes de dolor: Els iniciands arriben a sentir-se sense nom, espaciotemporalment dislocats i socialment desestructurats”. En aquest sentit, els períodes liminals són “destructius” al mateix temps que “constructius”, la qual cosa significa que “les experiències formatives durant la liminalitat prepararan l'iniciand (i el seu grup d'edat) per ocupar un nou paper o condició social, que es fa públic durant els rituals de reintegració”.

### Victor Turner
Turner, qui es considera que va “redescobrir la  importància de la liminalitat”, es va trobar l'obra de van Gennep per primera vegada el 1963. El 1967 va publicar el seu llibre The Forest of Symbols, que incloïa un assaig titulat Betwixt and Between: The Liminal Period in Rites of Passage. En les obres de Turner, la liminalitat va començar a desviar-se de la seva aplicació estreta als processos rituals en societas petites. En les diverses obres que va completar mentre realitzava el seu treball de camp entre els Ndembu de Zambia, va establir nombroses connexions entre les societats tribals i no tribals, “intuint que el que defensava per als Ndembu revestia importància més enllà del context etnogràfic”. Es va adonar que la liminalitat “...no solament servia per identificar la importància dels períodes intermedis, però també per entendre les reaccions humanes a les experiències liminals: la manera com la liminalitat modelava la personalitat, l'aparició sobtada de la voluntat i l'associació, a vegades dramàtica, de pensament i experiència”.
'Les característiques de la liminalitat o dels personatges liminals ("persones llindar") són necessàriament ambigus'. El propi sentit d'identitat es dissol fins a un cert punt, provocant desorientació, però també la possibilitat de noves perspectives. Turner sosté que, si la liminalitat es contempla com un temps i un lloc de retirada dels modes normals d'acció social, potencialment es pot veure com un període d'examen dels valors i els axiomes centrals de la cultura en què té lloc - un en què els límits normals del pensament, l'autocomprensió i el comportament es desfan. En situacions com aquestes, “l'estructura mateixa de la societat se suspèn temporalment.”
'Segons Turner, tota liminalitat ha d'acabar per dissoldre’s, ja que és un estat de gran intensitat que no pot existir durant gaire temps sense alguna mena d'estructura que l'estabilitzi… ja sigui l'individu que retorna a l'estructura social que l'envolta… ja sigui, en cas contrari, que les comunitats liminals desenvolupin les seves pròpies estructures socials internes, una condició que Turner anomena "communitas normativa"'.
L'obra de Victor Turner té una importància vital per prestar atenció a aquest concepte, introduït per Arnold van Gennep, un dels principals adversaris intel·lectuals de Durkheim, el qual posteriorment es va apartar del pensament antropològic i sociològic. De tota manera, l'enfocament de Turner de la liminalitat té dues deficiències importants. La primera en part a causa de les crítiques, Turner es va mostrar molt interessat a limitar el significat del concepte als escenaris molt concrets de les societats tribals petites, preferint el neologisme que ell mateix va inventar, ‘liminoide’, per analitzar certes característiques del món modern, com ara el teatre (Turner 1982). Això no obstant, Agnes Horvath (2013) defensa que el terme es pot aplicar a esdeveniments històrics concrets, i s'ha d'aplicar, ja que ofereix un mitjà essencial per a la comprensió històrica i sociològica. La segona deficiència, tornant-se a situar molt a prop de les seves pròpies experiències, Turner atribuïa una connotació positiva força unívoca a les situacions liminals, com una manera de renovar-se. No obstant això, les situacions liminals poder ser, i de fet ho són, en l'era moderna força diferents francament-períodes d'incertesa, angoixa, fins i tot de por existencial: trobar-se amb el buit al caire de l'abisme.

## Liminal i liminoide: el lloc social del joc i els jocs
Sebastian Deterding investiga el concepte de liminal en el context dels estudis d'antropologia de Victor Turner, Brian Sutton-Smith i Malaby i el contraposa al concepte de liminoide.
Si la crítica acadèmica actual de la instrumentalització, colonització o domesticació del joc i els jocs ressalta una cosa, és que el joc i els jocs es creu que tenen un lloc adequat en la societat: un paper cultural, una significació o una funció determinats. No se suposa que jugar és una cosa fora de la vida ordinària i sense un interès material, separada i improductiva: un espai separat de les exigències de les normes i els usos socials?
Tal com manifesta l'ús mil·lenari del jocs per a l'entrenament i la planificació militars, aquests sentiments ignoren el fet que la prestació de llibertat de les normes i finalitats instrumentals de la vida productiva per mitjà del joc i els jocs no és una realitat crua de la naturalesa, sinó un estat de les circumstàncies contingents, característic de les societats industrials modernes: Avui dia, els jocs i el joc funcionen i s'utilitzen com a intents d'escapar. Tant si elogiem el seu valor per al desenvolupament dels nens o la creativitat artística, com si lamentem la seva frivolitat improductiva o hi participem com una recuperació esbarjosa de la feina o una autorealització més o menys aficionada -fins i tot quan la desitgem de manera romàntica com una espècie d'otherland [cita] utòpica- reproduïm refinaments i una retòrica del joc i els jocs modernistes, molt específics. Celebrant el joc i els jocs com un espai lliure de preceptes, finalitats, normes i conseqüències, un espai fora de la societat, s'oblida fàcilment que aquesta llibertat de és en ella mateixa un precepte i una finalitat social. L'esgarriacries, el powergamer (el jugador que mira de tenir el personatge més poderós de la partida, abusant de les mecàniques i sistemes per enfortir-se en el joc) i el pinxo de l'escola ens recorden que el pati és un lloc ple de regles que la comunicat de joc contínuament espera, exigeix i vigila que complim (Goodwin, 2006).
Si es vol entendre la transformació que ha sofert avui dia el cultiu del ludus, necessitem una teoria, un distanciament dels nostres propis prejudicis modernistes sobre la relació entre joc, jocs i societat. Una teoria útil la podem trobar en el estudis de l'antropòleg Victor Turner (1982) sobre rituals i liminalitat. De la mateixa manera que Durkheim, Turner defensava que en les societats premodernes, els rituals servien com la forja i reafirmació fonamentals dels vincles i de l'ordre moral de la comunitat. Els ritus de pas tenen una importància fonamental, ja que a través d'ells s'efectua la transició ordenada d'un individu des d'una condició social a una altra. Durant aquests ritus de pas, entre la separació del grup de l'individu i la seva reincorporació, trobem una fase de transició, de liminalitat (del llatí limen, llindar), en què els preceptes, els comportaments i els significats vigents es capgiren temporalment -un espai de joc: l'anàlisi sobre els factors de la cultura i la seva recombinació lliure o ‘lúdica' en qualsevol patró possible, per estrany que sigui, aquesta és l'essència de la liminalitat. Potser la forma contemporània més ben coneguda és el rumspringa, observada en algunes comunitats amish, en el que els adolescents abandonen les seves llars durant un període determinat de temps per explorar el món modern que els envolta i decidir si tornen i es converteixen en membres adults de ple dret de la seva comunitat.
En altres paraules, el joc a les societats premodernes està totalment confinat i funcionalitzat en el ritual, totalment integrat en la vida social. No hi ha distinció entre treball i esbarjo: el joc i els jocs són part del ritual total els treballs dels Déus. Tota la vida és treball en el sentit que està lligat d'una manera no opcional als ritmes còsmics i a les regles de la natura i la cultura. És només en els moderns estats nació occidentals que comencem a trobar el treball separat ell mateix de la resta de la vida, l'ordre religiós separat de l'existència secular, els ritmes socials alliberats dels ritmes de la natura, l'individual desarrelat del col·lectiu - de manera que l'esbarjo, com a no treball, com a activitat individual, opcional, secular, esdevé possible. Les activitas d'esbarjo modernes com ara el joc, els jocs o l'art encara retenen les formes lúdiques de liminalitat; però es diferencien d'una manera fonamental en la seva funció, significat i lloc socials. En expressió de Turner, esdevenen liminoides, no liminals.
Els fenòmens liminals són deures col·lectius incrustrats en l'ordre social i reafirmant-lo. El joc liminal que es troba als ritus pas forma part d'un complex joc-treball, funcionalitzat com una inversió temporal que conserva l'ordre social en destacar el caos que hi ha més enllà o en absorbir les energies desestabilitzadores. Els fenòmens liminoides, en canvi, són eleccions individuals (que poden resultar en col·lectivitats temporals), espais marginalitzats apartats de l'ordre social, però per tant també espais en què l'ordre es pot veure reflectit, criticat, subvertit i se'n poden explorar versions alternatives. Això no obstant, la seva antiestructura està socialment funcionalitzada, orientada a la màquina del progrés com a motor d'innovació (Turner, 1982).
Avui dia, la dualitat històrica i cultural estricta de Turner entre el modern i el premodern, l'occident i la resta, fa molt temps que s'ha passat antiquada. Però la seva teoria del joc encara conserva el seu valor en recordar-nos que en qualsevol temps o lloc, el joc i els jocs sempre es cultiven, i en articular dos pols ideals típics d'aquest cultiu, el liminal i el liminoide.
Vistos a través d'aquesta lent, molts dels jocs seriosos i projectes de ludificació d'avui dia presenten un retorn a la liminalitat: els jocs tornen a estar integrats de manera protagonista en la totalitat del procés social (Turner, 1982) per reproduir un ordre social vigent que no es considera ni pitjor ni menys natural que el cosmos de la religió tribal. El deure religiós internalitzat de l'ètica protestant moderna del treball integrat a la laboriositat econòmica secular i l'autoperfeccionament disciplinat, que defineix i devalua el joc i els jocs esbarjosos com el contrari frívol del treball de Déu. Els jocs seriosos i la gamificació liminals d'avui dia tornen a dissoldre aquesta separació entre treball i esbarjo, només que ara es tracta d'una liminalitat secular, secundària, un calvinisme tautològic sense Dia del Judici Final que substitueix el treball de Déu pel treball pel treball i pel treball per un mateix. Tal com Goffman (1967) expressa: S'ha posat fi a molts déus, però l'individu continua obstinadament sent ell mateix una deïtat d'importància considerable. I avui dia, el valor moral de l'individu torna a estar lligat al treball sagrat del treball. Cremant calories al gimnàs o cremant-nos les celles a l'oficina, fem les nostres petites ofrenes diàries per demostrar la nostra probitat, que el nostre dispositiu de seguiment automàtic ludificat ens ajudi.
D'altra banda, les reaccions contra aquests cultius liminals es revelen com a invocacions modernes del liminoide com el paper adequat dels jocs i el joc en la societat. Per utilitzar la distinció de Raphael et al. 2009, els crítics de la gamificació liminal prefereixen que els jocs qüestionin els fins que la societat persegueix, no que perfeccionin els mitjans per aconseguir-los.
No obstant això, la seva celebració dels jocs i el joc com a llocs de transformació, subversió, autonomia o empoderament no és menys instrumentalitzadora -simplement instrumentalitza amb finalitats progressistes. Fins i tot els acusats de defensar els jocs i el joc com a objectes d'atractiu desinteressat com ara Eric Zimmerman o Frank Lantz, que batallen per jugar pel plaer de jugar, en fer-ho, s'embarquen en un projecte liminoide progressista. Reafirmen la noció modernista que la societat pot i ha de tenir espais d'estètica no instrumental, no religiosa, i que els jocs i el joc poden i han de tenir-ne un.